# Grupo de Forcados Amadores de Santarém
O Grupo de Forcados Amadores de Santarém MHIH • MHM • OM é um grupo de forcados fundado em 1915 por António Gomes de Abreu, quando este tinha apenas 17 anos. Quando alguns tentavam a profissionalização como pegadores de toiros, o Grupo de Santarém impôs-se como Grupo Amador, modelo que é hoje comum a todos os grupos de forcados existentes em Portugal. De resto, o facto de os forcados não cobrarem dinheiro pelas atuações é também um elemento caracterizador do seu espírito e da nobreza da arte de pegar toiros. 
O Grupo de Santarém é o mais antigo grupo de forcados de Portugal, não tendo registado qualquer interregno. Com actividade ininterrupta desde a sua apresentação em 8 de Agosto de 1915, em Almeirim, é essa a data da sua antiguidade. 

## História
O Grupo de Santarém apresentou-se ao público na antiga Praça de Touros de Almeirim, a 8 de agosto de 1915, com um êxito que ficou assinalado. Pegaram 10 toiros, sendo cinco de António Feliciano Branco Teixeira (iniciador da ganadaria hoje conhecida como António José da Veiga Teixeira, Herds.) e outros cinco de Joaquim Ribeiro Telles (iniciador da ganadaria hoje conhecida pelo nome de David Ribeiro Telles, seu neto), lidados por dois carismáticos cavaleiros amadores de então, David Luizello Godinho (avô materno de mestre David) e D. Alexandre Mascarenhas (Fronteira) (por sua vez pai do cavaleiro Francisco Mascarenhas).
O Grupo de Forcados de Amadores de Santarém é o mais antigo grupo de forcados amadores do país, nunca tendo tido nenhum interregno até aos dias de hoje. Dentro dos grupos no ativo sucede-lhe o Grupo de Forcados Amadores de Montemor, fundado em 1939. Ao longo dos mais de 100 anos da sua história, o Grupo de Santarém foi chefiado por onze cabos e integrou mais de 500 forcados.
O Grupo de Forcados Amadores de Santarém foi condecorado em 1965, pela comemoração dos 50 anos de fundação, pelo então Presidente da República, Almirante Américo Tomás, com o grau de Oficial da Ordem do Mérito. Viria a ser novamente distinguido em 1990, aquando do seu 75.º aniversário, pelo Presidente da República Mário Soares, com o grau de Membro-Honorário da Ordem do Infante D. Henrique. Pela comemoração do Centenário da sua fundação, o Grupo de Forcados Amadores de Santarém foi condecorado, a 23 de julho de 2015, na Corrida Comemorativa do Centenário, realizada na Praça de Touros do Campo Pequeno, pelo Presidente da República Aníbal Cavaco Silva (representado na ocasião por Luís Valente de Oliveira, então Chanceler das Ordens Nacionais), com a Ordem do Mérito. Finda a corrida comemorativa do centenário, em que pegou em solitário 6 toiros e cuja 5ª pega efectivada por António Goes foi premiada com 3 voltas à arena, o Grupo de Forcados Amadores de Santarém saiu pela "Porta Grande" da Praça de Touros do Campo Pequeno, no que foi o primeiro grupo de forcados a conseguir tal feito, o qual constitui a honra máxima da tauromaquia em Portugal (anteriormente apenas alcançado por cavaleiros e matadores).
A liderança do Grupo cabe a Francisco Maria Vaz d'Almada Pereira de Figueiredo, que assumiu a honra a 10 de junho de 2023, durante a Feira Nacional de Agricultura e Feira do Ribatejo, quando o anterior cabo, João Grave, se retirou das arenas.

## Cabos
1. António Gomes de Abreu (1915–1945)
2. D. Fernando de Mascarenhas (1945–1948), marquês de Fronteira e Alorna e conde da Torre
3. Ricardo Rhodes Sérgio (1948–1969)
4. José Manuel Souto Barreiros (1969–1979)
5. Carlos Empis (1979–1981)
6. Carlos Grave (1981–1996)
7. Gonçalo da Cunha Ferreira (1996–2002)
8. Pedro Pereira de Figueiredo (Graciosa) (2002–2008)
9. Diogo Sepúlveda (2008–2016)
10. João Grave (2016–2023)
11. Francisco Pereira de Figueiredo (2023–presente)

## Outros

### Grupo do Futuro
O Grupo do Futuro é a formação júnior do Grupo de Forcados Amadores de Santarém. Integram este grupo os mais jovens que assim iniciam a sua aprendizagem da arte de pegar toiros e tomam o primeiro contacto com o público em vacadas, garraiadas e novilhadas.
A ideia da criação do Grupo do Futuro nasceu de três aficionados: Celestino Graça, Eusébio Jorge e Alfredo de Jesus Barbosa, tendo ficado estabelecido que este último seria o 1º Cabo do Grupo.

### Madrinhas
1. Maria Helena Fragoso (1915–1987)
2. Maria da Conceição Abreu Alpoim Cabral (1987–presente)

O título de Madrinha é vitalício. A atual Madrinha é sobrinha-neta do Cabo Fundador, António Gomes de Abreu.

## Condecorações
- Oficial da Ordem do Mérito (1965) – Presidente Américo Thomaz
- Membro-Honorário da Ordem do Infante D. Henrique (1990) – Presidente Mário Soares
- Membro-Honorário da Ordem do Mérito (2015) – Presidente Cavaco Silva